# Dryophytes chrysoscelis
Dryophytes chrysoscelis – gatunek płaza bezogonowego z rodziny rzekotkowatych (Hylidae).

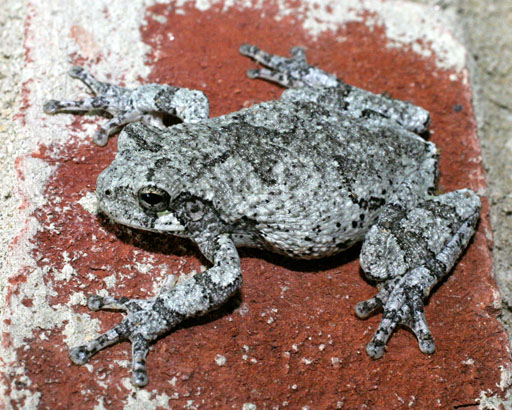
Durham, Karolina Północna, USA

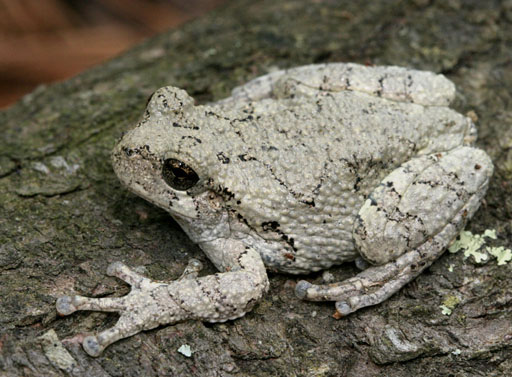
Durham, Karolina Północna, USA

## Taksonomia
Gatunek bardzo przypomina D. versicolor, dlatego też często w piśmiennictwie traktuje się je jak synonimy. Jednakże za rozdzieleniem ich przemawia kariotyp, rozmiar erytrocytów we krwi i wydawane dźwięki.

## Występowanie
D. chrysoscelis posiada szeroki zasięg występowania. Obejmuje on południową Kanadę i wschodnią połowę Stanów Zjednoczonych. Zwierzę zamieszkuje różnorodne obszary, jak lasy i ich obrzeża, tereny porośnięte krzewami, winnice.

## Rozmnażanie
Płazy te nie upodobały sobie do rozmnażania jednego rodzaju zbiornika wodnego, wykorzystując w tym celu zarówno zbiorniki stałe, jak i okresowe. Następne pokolenie dojrzewa na mokradłach, na terenach podmokłych i w niewielkich stawach. Ważna jest obfita roślinność na brzegu.

## Status
Nie obliczono liczebności całkowitej populacji tego gatunku. Wydaje się jednak, że utrzymuje się ona na niezmiennym poziomie. Na wielu obszarach płaz ten jest pospolity. Nie uważa się więc, by był zagrożony wyginięciem. Nie podejmuje się więc żadnych kroków w celu ochrony, nie uważając takich działań za potrzebne.